# Lumding
Lumding is een stad en gemeente in het district Hojai van de Indiase staat Assam. 

## Demografie
Volgens de Indiase volkstelling van 2001 wonen er 25.184 mensen in Lumding, waarvan 52% mannelijk en 48% vrouwelijk is. De plaats heeft een alfabetiseringsgraad van 56%. 